# Horatio King
Horatio King (Paris, 21 giugno 1811 – Washington, 20 maggio 1897) è stato un politico statunitense.

## Biografia
Fu il diciannovesimo direttore generale delle poste degli Stati Uniti durante la presidenza di James Buchanan (15º presidente).
Nato nello stato del Maine, frequentò scuole comuni, diventando poi proprietario e direttore di un giornale locale. Nel 1833 lo trasferisce a Portland, dove restò alla sua guida sino al 1838.
Dopo essersi trasferito a Washington iniziò la sua carriera politica, una volta terminata tale parentesi lavorò come avvocato. Fu tra i sostenitori del completamento del monumento a Washington. Suo figlio, Horatio Collins King divenne un ufficiale premiato con la medaglia al merito (Medal of Honor). Fu anche scrittore di varie opere.